# Algeri
Algeri (AFI: /alˈʤɛri/; in arabo مدينة الجزائر‎?, Madīnat al-Jazā'ir - le isole -; in berbero: ⴷⵣⴰⵢⴻⵔ, Dzayer; in francese: Alger) è la capitale dell'Algeria e della provincia omonima. È anche il più importante porto del paese.
Il nome arabo, le tarantan, deriva da un gruppo di piccoli isolotti antistanti la costa della città e attualmente non più visibili in quanto inglobati nelle barriere di protezione e nelle dighe foranee del porto.

## Geografia fisica

### Territorio
Situata sulle coste del mar mediterraneo nella parte occidentale di un'ampia baia sulle pendici di un ramo della catena montuosa dell'Atlante, ha circa 2.988.145 abitanti. È capoluogo dell'omonimo dipartimento.
La città è divisa in tre parti con caratteristiche diverse. La parte bassa fu costruita sulla costa dalle autorità francesi, che vi collocarono gli uffici dell'amministrazione coloniale. Lo stile architettonico è quindi tipicamente francese con ampi boulevard, teatri, cattedrali e musei.
La parte alta, o città vecchia, nota come casba, fu costruita nel XVI secolo come forte ottomano e residenza del dey e in decenni di progressivo declino è diventata un vero e proprio slum.
La terza area è costituita dai quartieri periferici risalenti al periodo postcoloniale.

### Clima
Secondo la classificazione climatica di Köppen, il clima di Algeri è di tipo mediterraneo. La vicinanza di Algeri al Mar Mediterraneo contribuisce a mitigare le temperature, evitando gli estremi tipici delle aree interne circostanti. La città registra una media annuale di circa 600 millimetri di pioggia, concentrati principalmente tra ottobre e aprile. Le precipitazioni sono più abbondanti rispetto alla maggior parte della costa mediterranea spagnola e paragonabili a quelle della costa mediterranea francese, distinguendosi dal clima semiarido o arido delle regioni interne del Nord Africa.
Le nevicate ad Algeri sono eventi rari; nel 2012, la città ha registrato 100 millimetri di neve, segnando la prima nevicata dopo otto anni.
| Algeri (1991-2020)           | Mesi  | Mesi  | Mesi  | Mesi  | Mesi  | Mesi  | Mesi  | Mesi  | Mesi  | Mesi  | Mesi  | Mesi  | Stagioni | Stagioni | Stagioni | Stagioni | Anno    |
| Algeri (1991-2020)           | Gen   | Feb   | Mar   | Apr   | Mag   | Giu   | Lug   | Ago   | Set   | Ott   | Nov   | Dic   | Inv      | Pri      | Est      | Aut      | Anno    |
| ---------------------------- | ----- | ----- | ----- | ----- | ----- | ----- | ----- | ----- | ----- | ----- | ----- | ----- | -------- | -------- | -------- | -------- | ------- |
| T. max. media (°C)           | 17,1  | 17,5  | 19,7  | 21,8  | 25,0  | 29,0  | 32,1  | 32,9  | 29,8  | 26,5  | 21,2  | 18,2  | 17,6     | 22,2     | 31,3     | 25,8     | 24,2    |
| T. min. media (°C)           | 5,5   | 5,6   | 7,5   | 9,4   | 12,6  | 16,2  | 19,4  | 20,4  | 17,9  | 14,3  | 10,1  | 7,0   | 6,0      | 9,8      | 18,7     | 14,1     | 12,2    |
| T. max. assoluta (°C)        | 27,6  | 31,4  | 36,3  | 36,5  | 41,1  | 44,6  | 48,7  | 47,5  | 44,4  | 39,5  | 34,4  | 30,4  | 31,4     | 41,1     | 48,7     | 44,4     | 48,7    |
| T. min. assoluta (°C)        | −3,3  | −1,9  | −1,0  | −0,8  | 2,6   | 5,5   | 9,0   | 9,5   | 8,2   | 4,1   | −0,1  | −2,3  | −3,3     | −1,0     | 5,5      | −0,1     | −3,3    |
| Precipitazioni (mm)          | 84,2  | 72,1  | 58,9  | 58,0  | 39,0  | 8,6   | 1,5   | 10,6  | 27,5  | 51,5  | 102,7 | 86,4  | 242,7    | 155,9    | 20,7     | 181,7    | 601,0   |
| Giorni di pioggia            | 8,4   | 8,7   | 7,0   | 6,1   | 4,3   | 1,4   | 0,4   | 1,4   | 4,0   | 5,4   | 9,2   | 8,2   | 25,3     | 17,4     | 3,2      | 18,6     | 64,5    |
| Umidità relativa media (%)   | 71    | 66    | 65    | 62    | 66    | 66    | 67    | 65    | 68    | 66    | 68    | 68    | 68,3     | 64,3     | 66       | 67,3     | 66,5    |
| Ore di soleggiamento mensili | 139,5 | 158,2 | 207,7 | 228,0 | 300,7 | 300,0 | 353,4 | 325,5 | 267,0 | 198,4 | 153,0 | 145,7 | 443,4    | 736,4    | 978,9    | 618,4    | 2 777,1 |

## Etimologia
Il nome della città deriva (tradotto in italiano dal francese Alger e dal catalano Alger) dal nome arabo الجزائر al-Jazā'ir, che si traduce come Le Isole, che si riferiva alle quattro isole che si trovavano al largo della costa della città fino al 1525.
Al-Jazā'ir è di per sé una forma troncata del più vecchio nome della città جزائر بني مزغانة Jaza'ir Bani Mazghana, le isole dei Figli di Mazghana, utilizzato dai primi geografi medievali come Idrisi e Yaqut.

## Storia

### Origini

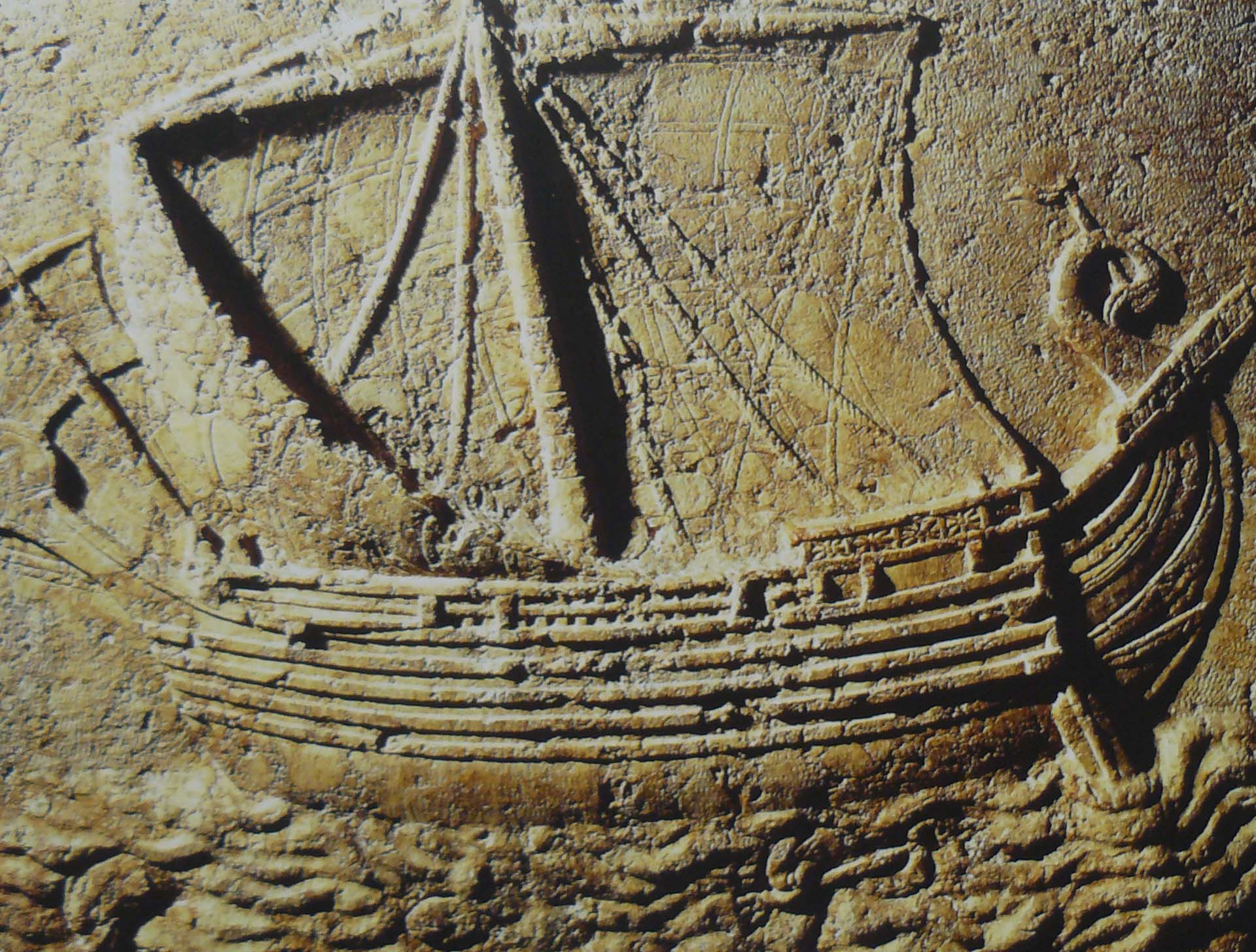
Nave fenicia da un sarcofago del II secolo d.C.

Il primo insediamento Fenicio risale al 1200 a.C. circa, quando, ad una ventina di chilometri dalla città attuale, viene fondato il porto di Icosium che, in seguito alle guerre puniche, diventa romano nel 146 a.C.. 
La città romana più importante della zona non era però Icosium bensì Caesarea in Mauretania.
La città divenne una colonia romana di diritto latino sotto l'imperatore Vespasiano.
Nel 429 d.C., viene conquistata dai Vandali, nel VI secolo passa sotto il controllo bizantino e nel secolo successivo sotto quello arabo.
L'attuale Algeri venne fondata nel 944 dal sovrano berbero Buluggin ibn Ziri, fondatore della dinastia Ziride, che ne modifica il nome in al-Jazâ'ir; da questo momento in poi vede aumentare progressivamente la propria importanza nell'area.
Anche se la sua dinastia fu rovesciata definitivamente da Ruggero II di Sicilia solo nel 1148, gli Ziridi avevano già perso il controllo di Algeri nel 1014 a vantaggio degli Hammadidi.
Al 1159 risale la conquista da parte degli Almohadi e nel 1235 la conquista da parte del sovrano hafside Abu Zakarya Yahya.
Nel 1302, l'isolotto antistante, chiamato Penon, venne occupato dai castigliani che ne fecero la base per i traffici commerciali tra il Regno di Tlemcen e la penisola iberica. Tuttavia, Algeri rimase un centro minore fino a dopo la cacciata dei mori dalla Spagna, molti dei quali trovarono asilo in città.
Dal XIV secolo fece parte dei domini della dinastia zayyanide del Regno di Tlemcen.

### Dominio ottomano
Nel 1510 gli spagnoli fortificarono la propria base sull'isola di Penon, nell'ambito della lotta contro le azioni dei corsari barbareschi.
Quando la presenza spagnola iniziò ad essere percepita come minacciosa viene invocato, nel 1516, l'aiuto di Aruj Barbarossa e del fratello Khair Ed-Din detto "Barbarossa", che iniziarono una lunga lotta per scacciare gli spagnoli.
Durante questo periodo Algeri fu governata prima da Aruj, poi alla sua morte, dal fratello Ariadeno Barbarossa. Nel 1517, governante Aruj, Algeri si dichiarò parte dell'Impero ottomano di Solimano il Magnifico, per poter resistere ai tentativi di riconquista degli spagnoli. Nel 1524 Ariadeno Barbarossa perse Algeri, che però riconquistò agli spagnoli nel 1529, obbligandoli a lasciare definitivamente l'isola di Penon e la città di Algeri.
Da questo momento Algeri divenne la base principale dei pirati barbareschi. Nell'ottobre del 1541 con la spedizione di Algeri, il re di Spagna e imperatore del Sacro Romano Impero Carlo V d'Asburgo cercò di conquistare la città per eliminare il flagello della pirateria islamica, ma una tempesta distrusse un gran numero di navi della sua flotta, e il suo residuo esercito di circa 30.000 soldati, principalmente composto da spagnoli, fu sconfitto dagli algerini guidati dal pascià Hassan.

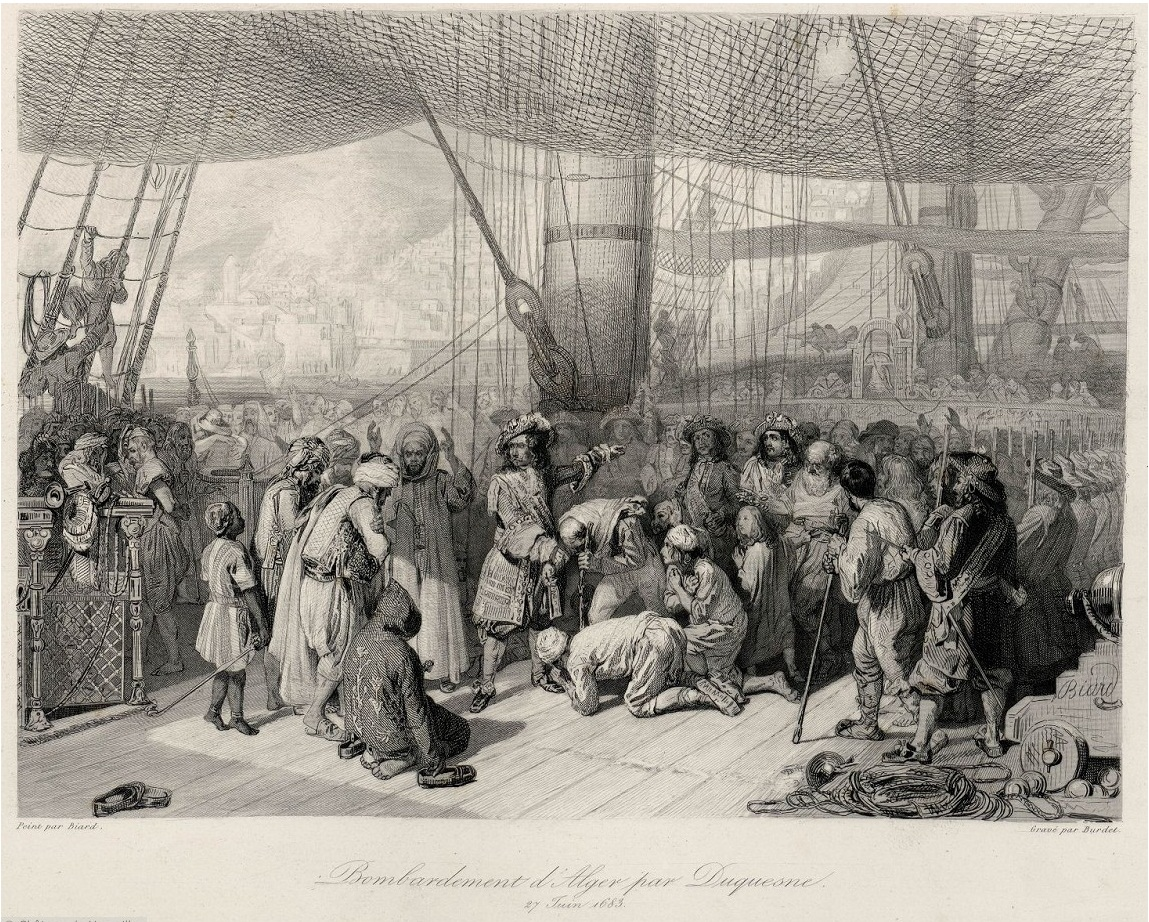
Abraham Duquesne libera schiavi cristiani dopo il bombardamento di Algeri del 1683

Formalmente parte dell'Impero Ottomano, ma in pratica indipendente, a partire dal XVII secolo Algeri fu un importante centro di pirateria, anche grazie alla sua posizione periferica, sia rispetto ai domini ottomani che alle zone di influenza economica delle potenze europee. Di fatto, la pirateria divenne la sua principale attività economica. Gli atti di pirateria, effettuati ai fini di rapimento di persone da avviare al commercio di schiavi, interessarono tutto il Mediterraneo, ma arrivarono a interessare anche le coste dell'Islanda.
Durante questo periodo la città era circondata da mura su tutti i lati, compreso il lungomare. Da quest'ultimo lato cinque porte consentivano l'accesso alla città, con cinque strade che si dipartivano da ogni porta e si riunivano di fronte alla Moschea Ketchaoua. Nel 1556, una cittadella fu costruita nel punto più alto delle mura. Una strada principale, che correva da nord a sud divideva la città in due: la città alta (al-Gabal, o la montagna), che consisteva di una cinquantina di piccoli quartieri abitati da gente di origine andalusa, ebraica, araba e le comunità Kabyle, e la città bassa (al -Wata, o la pianura), che era il centro amministrativo, militare e commerciale della città, per lo più abitata da dignitari turchi e da altre famiglie di classe superiore.
Nel 1815 la marina statunitense chiede formalmente al governatore della città di interrompere gli attacchi ai vascelli statunitensi, l'anno seguente navi inglesi e olandesi distruggono parzialmente la flotta algerina ma gli attacchi continuano.
Nell'agosto del 1816, la città fu bombardata da una squadra navale britannica comandata da messi, assistito da soldati olandesi; in quella battaglia fu distrutta la flotta corsara ospitata ad Algeri.

### Dominio francese
Nel 1827, la flotta algerina fu totalmente distrutta nella battaglia di Navarino, dove gli algerini sostenevano l'Impero ottomano contro navi da guerra francesi, inglesi e russe.

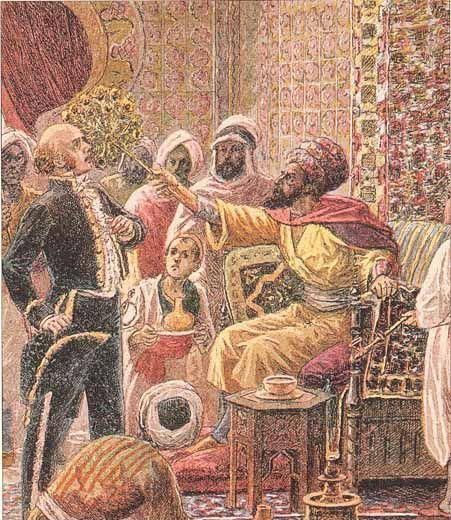
Il "Caso del ventaglio" che fu il pretesto per l'invasione.

Nel 1827, Husayn Dey, governatore ottomano dell'Algeria, chiese ai francesi di saldare un debito, vecchio di trentuno anni, contratto nel 1799 per acquisti di rifornimenti per le truppe della napoleonica campagna d'Egitto. Il console francese, Pierre Deval, rifiutò di dare una risposta soddisfacente al dey, e in un impeto di rabbia Husayn Dey toccò il console con il suo ventaglio. Carlo X usò questo come pretesto per avviare un blocco contro il porto di Algeri. Il blocco durò tre anni fino a quando la Francia, nel 1829, inviò un ambasciatore al dey con una proposta per i negoziati, questi rispose con il fuoco dei cannoni diretto verso una delle navi del blocco. La Francia quindi stabilì che era necessaria un'azione più energica.

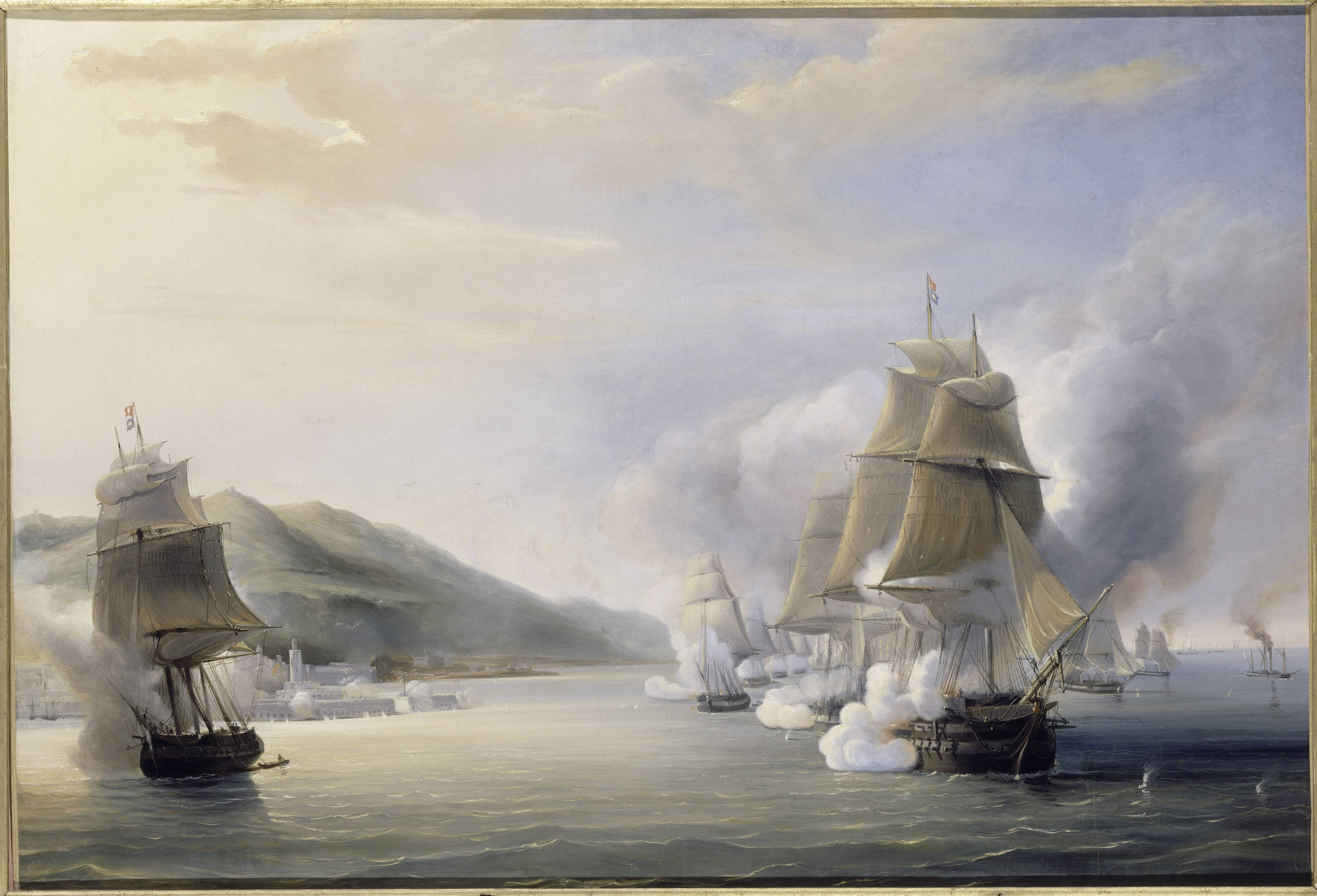
Il bombardamento navale di Algeri del luglio 1830

Nel maggio del 1830, l'esercito francese partì da Tolone alla volta dell'Algeria, dove il 14 giugno sbarcò la forza di terra agli ordini di Bourmont a circa 25 chilometri ad ovest da Algeri. Mentre l'esercito incontrava una minima resistenza da parte degli algerini, la flotta navale francese, sotto il comando dell'ammiraglio Guy-Victor Duperré, attaccò via mare la città, dando il via a quella che si sarebbe trasformata nell'invasione di Algeri. I francesi entrarono in Algeri il 5 luglio e dopo soli due giorni la città capitolò definitivamente.

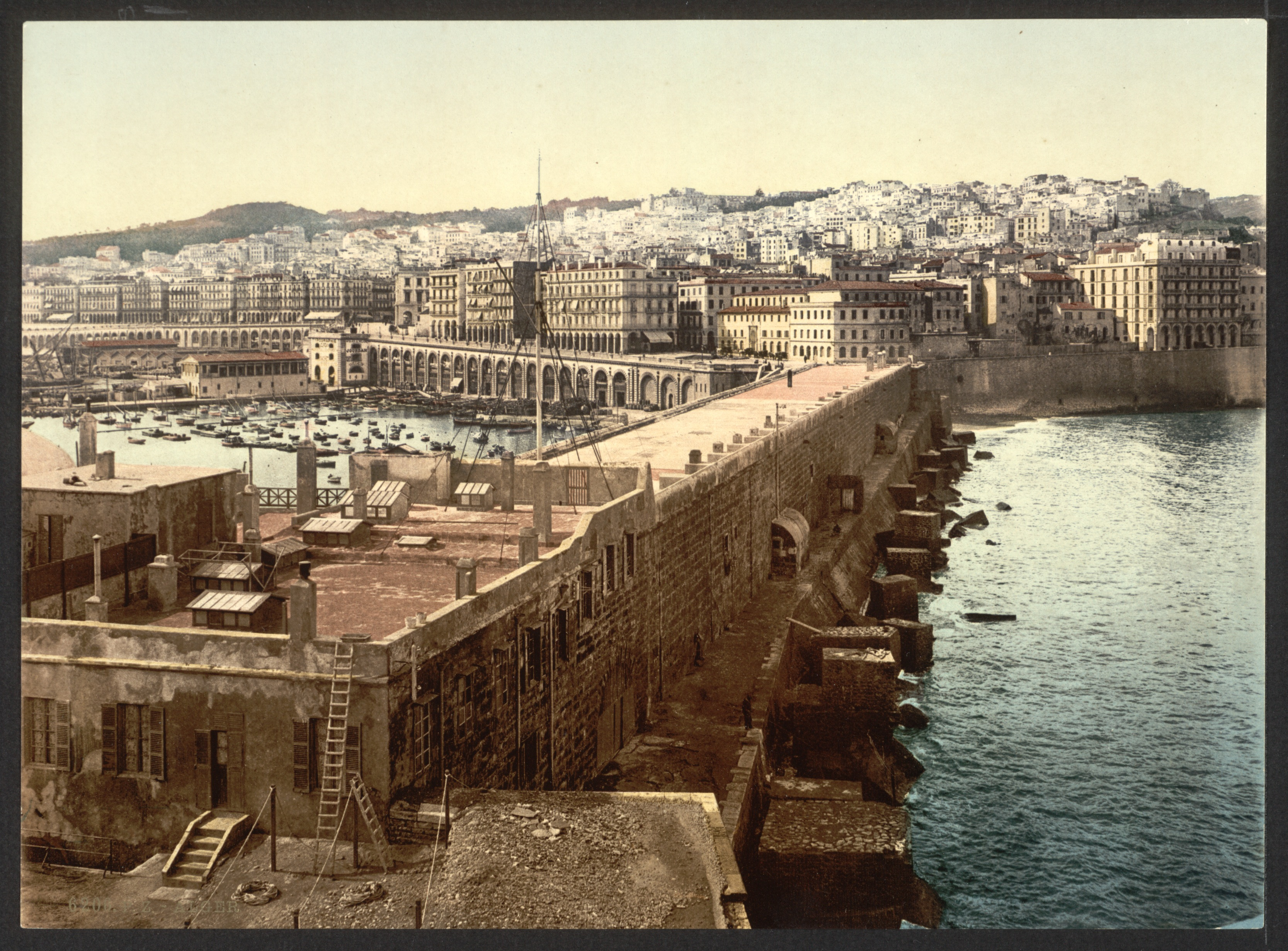
Il porto di Algeri tra il 1890 e il 1900

Durante il dominio francese molti europei si stabilirono ad Algeri e a partire dal XX secolo erano la maggioranza della popolazione della città.
Nel corso del 1930, l'architetto Le Corbusier elaborò piani per una riprogettazione completa della città coloniale, piani che però furono ignorati dall'amministrazione francese.
Durante la seconda guerra mondiale, dopo l'armistizio di Compiègne del 22 giugno 1940, Algeri fu affidata al governo di Vichy. Nel novembre 1942 venne occupata dalle truppe alleate nel corso dell'operazione Torch e nel 1943 divenne sede del governo francese in esilio guidato da Charles de Gaulle. Nel 1957 divenne il cuore della guerra algerina di indipendenza e nel 1962 divenne la capitale dell'Algeria indipendente. La gran parte dei pieds-noirs abbandonò allora la città.

### Indipendenza

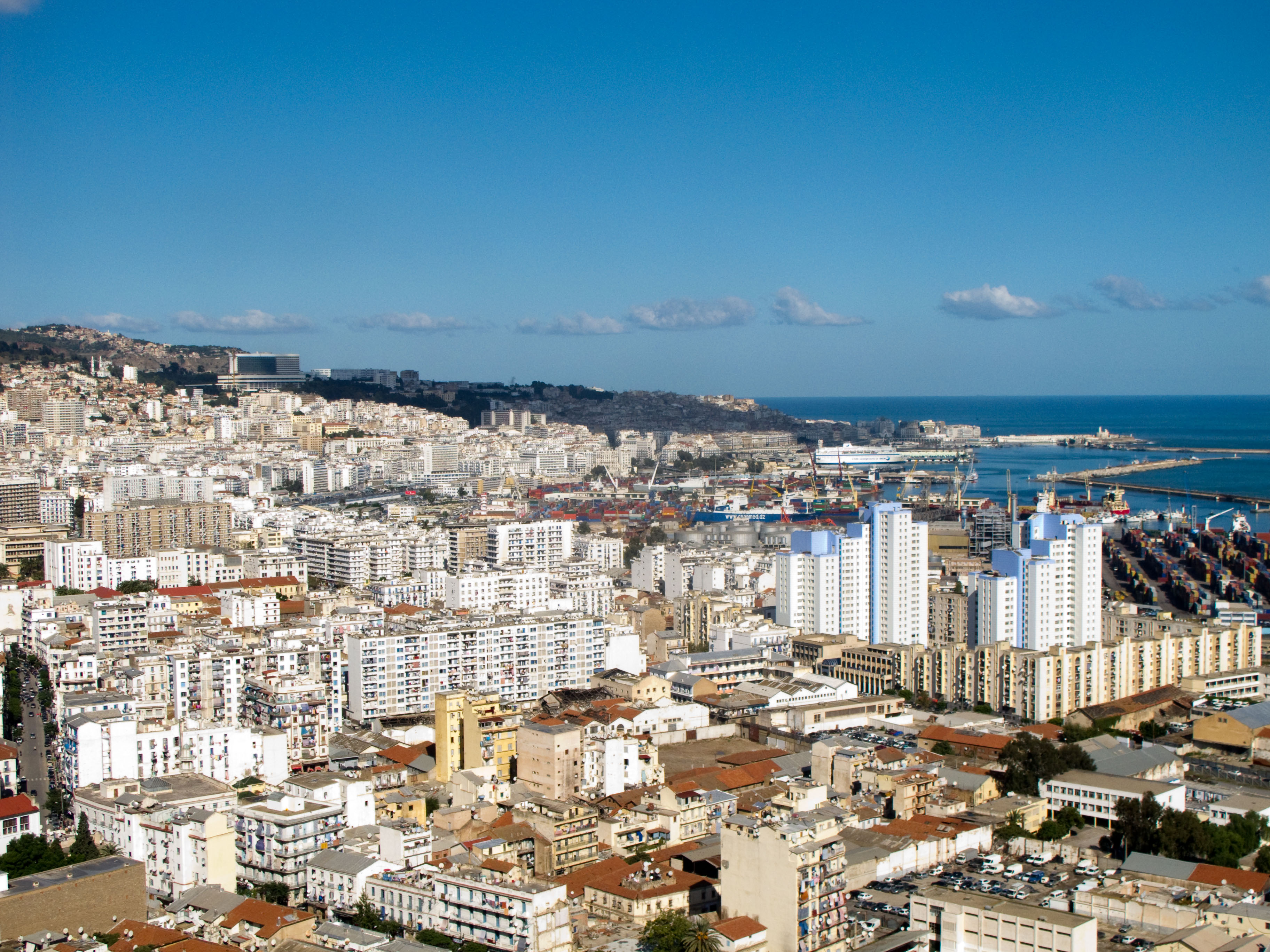
Veduta della città

L'Algeria divenne indipendente il 5 luglio del 1962, con Algeri come capitale.
Il 19 giugno 1965 ebbe luogo un colpo di Stato che rovesciò il primo (in ordine di tempo) Presidente della Repubblica algerina, Ben Bella, e portò al potere il colonnello Boumédiène, allora vicepresidente del governo e Ministro della Difesa, e quindi capo dell'Esercito Nazionale Popolare algerino, che rimase al potere fino al 1978, anno della sua morte.
Nel mese di ottobre del 1988 Algeri fu al centro delle manifestazioni per chiedere la fine del sistema a partito unico del paese e la creazione di una democrazia moderna battezzato la "Primavera di Algeri". Le manifestazioni furono represse con l'uso della forza dalle autorità, che causò oltre 300 morti
L'11 dicembre 2007, due autobombe sono esplose ad Algeri. Una bomba ha preso di mira due edifici delle Nazioni Unite mentre l'altra ha colpito un edificio che ospitava la Corte Suprema. Le vittime furono almeno 62 persone, con oltre duecento feriti.

## Economia

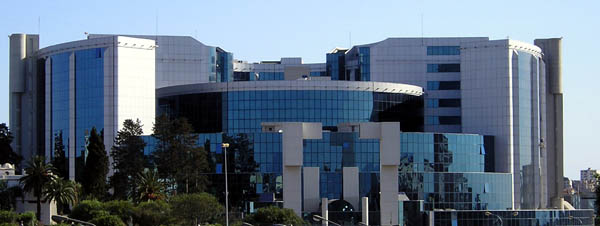
Ministero delle Finanze

Algeri è un importante centro economico, commerciale e finanziario, con in particolare una Borsa con una capitalizzazione di 60 milioni di euro. La città ha il più alto costo della vita di tutte le città nel Nordafrica, il 50° più alto in tutto il mondo.
Le attività prevalenti della città sono quelle derivanti dal governo e dall'amministrazione del paese.
Il porto è un importante nodo per il commercio internazionale, da esso partono le esportazioni di grano, ferro, fosfati, agrumi e verdure così come il petrolio estratto nelle aree centrali del paese.
Le industrie principali sono la raffinazione del petrolio e dei derivati, la lavorazione dei metalli e quella alimentare.

## Monumenti e luoghi d'interesse

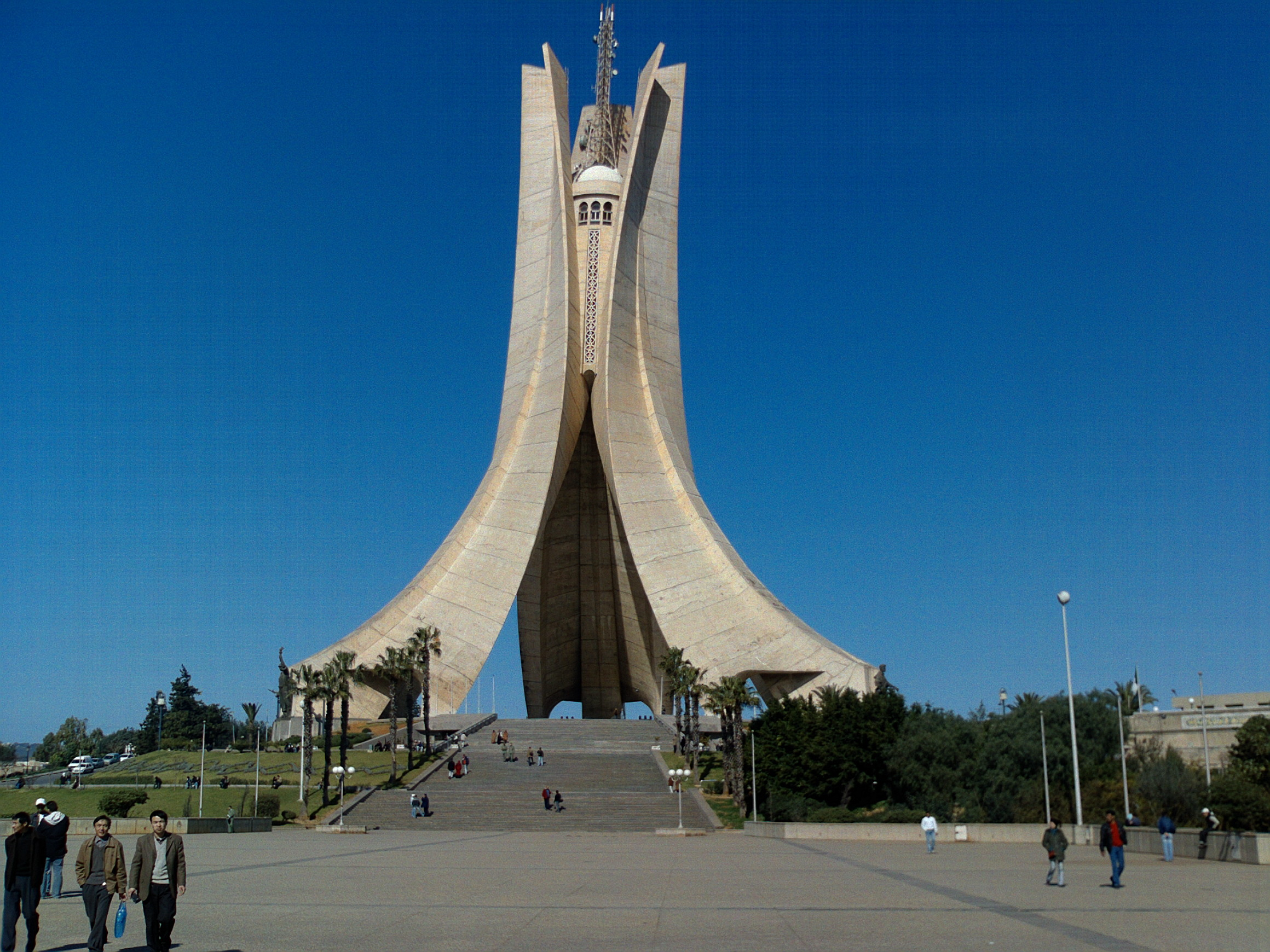
Maqam Echahid

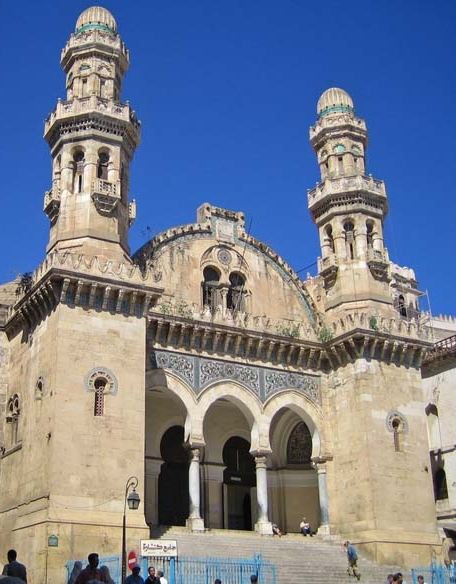
La moschea Ketchaoua

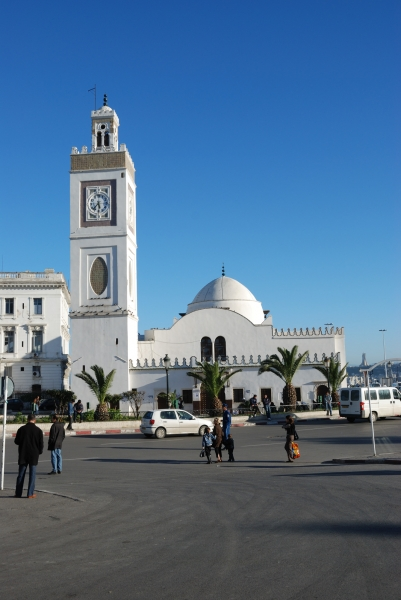
La moschea nuova, Jamaa-el-Jedid

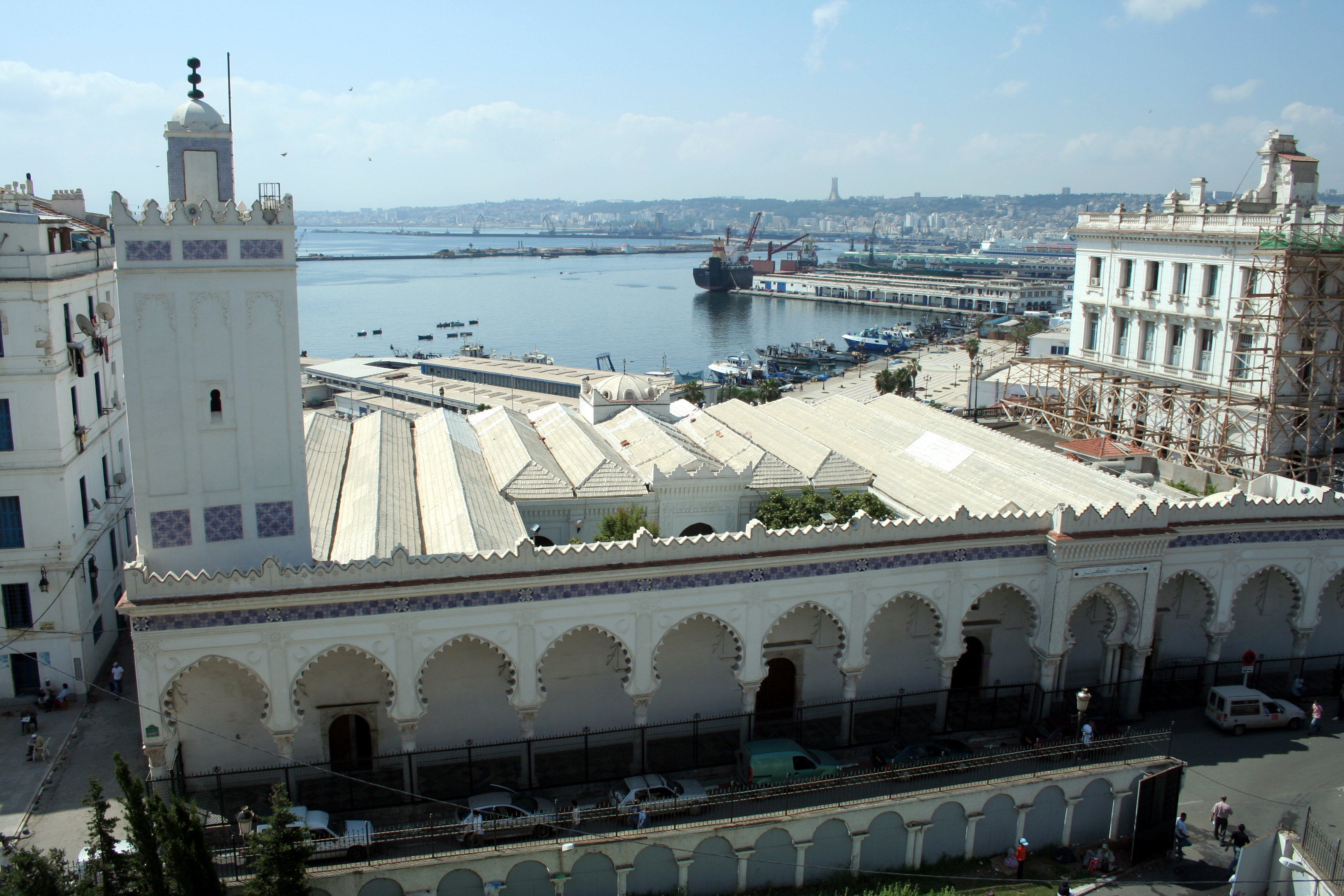
La grande moschea, Jamaa-el-Kebir

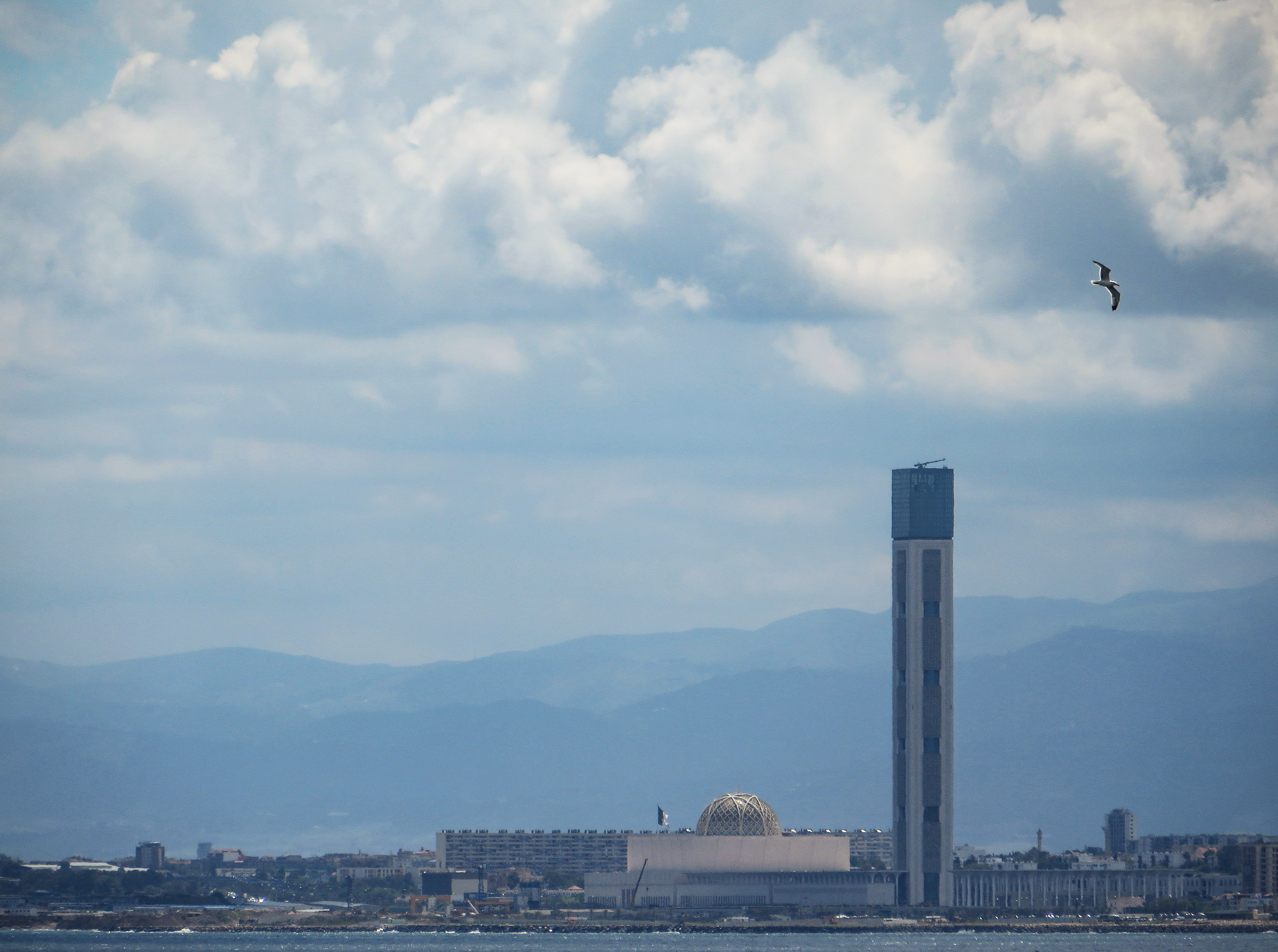
La Djamaa el Djazair

### In città
- La casba (la città vecchia e la fortezza araba) con viuzze strette e ripide scalinate. Nel 1992 la casba di Algeri è stata inserita nell'elenco dei Patrimoni dell'umanità dell'UNESCO.[15]
- Maqam Echahid, monumento commemorativo alla guerra d'indipendenza d'Algeria realizzato nel 1981-1982.
- La Moschea Ketchaoua (in arabo: جامع كتشاوة, Djama' Ketchawa) costruita verso la fine del '700, dal Bey di Algeri, Baba Hassan. Il nome di questa moschea deriva del turco keçi ova,che vuol dire "vassoio delle capre". Nel 1848, la moschea fu trasformata in cattedrale di Saint Philippe (San Filippo) dai francesi. La sua architettura originale fu un po' sfigurata dai francesi. Nel 1962, tornò a essere una moschea, quando l'Algeria ottenne la sua indipendenza.
- La grande moschea (in arabo: الجامع الكبير, Jamaa-el-Kebir), tradizionalmente ritenuta la moschea più antica di Algeri. Sul pulpito (in arabo: منبر, minbar) vi è un'iscrizione che attesta l'esistenza dell'edificio nel 1018. Il minareto fu costruito da Abu Tachfin, sultano di Tlemcen, nel 1324. L'interno della moschea è a pianta quadra e diviso in navate da colonne unite con archi moreschi. È sede di un'importante scuola di teologia sunnita.
- La moschea nuova (in arabo: الجامع الجديد, Jamaa-el-Jedid), chiamata anche "moschea del mercato del pesce", risalente al XVII secolo con pianta a croce greca con un'ampia cupola bianca, quattro cupole minori negli angoli e un minareto. L'interno assomiglia a quello della moschea grande.
- La Bastion 23 (in arabo: Qasr Ar-riyyas) è una fortezza turca e residenza degli ammiragli algerini durante l'epoca ottomana.
- Notre Dame d'Afrique, chiesa cattolica completata nel 1872.
- Jardin d'Essai, un parco e giardino botanico di circa 80 ettari creato su un terreno paludoso la cui umidità favorisce la crescita di piante tropicali che costeggiano gli ampi viali. Ospita anche un piccolo giardino zoologico.
- Villa Abd-el-Tif, nelle altezze del Jardin d'Essai, una volta residenza del bey e durante il periodo francese riservata agli artisti titolari del premio della villa Abd-el-Tif, tra i quali Maurice Boitel.
- La Djamaa el Djazair, una gigantesca moschea nel quartiere periferico di Mohammadia; realizzato tra il 2012 e il 2019 è la terza più grande moschea del mondo (dopo la Masjid al-Haram di La Mecca e la Moschea del Profeta di Medina).[senza fonte]
- Il Museo Nazionale Algerino di Antichità e di Arte Islamica, il museo più antico dell'Algeria e dell'intera Africa.

### Nei dintorni
- Le rovine romane di Tipasa, ex-colonia fenicia passata in seguito ai Romani.
- Il sito archeologico di Thamugadi, ora chiamato Timgad, fondata da Traiano nel II secolo; nel museo sono conservati mosaici e statue originali.

## Cultura

### Istruzione
- Università di Algeri, fondata nel 1879.
- Biblioteca nazionale d'Algeria, istituita nel 1832.
- Scuola italiana Roma di Algeri, istituita nel 2009-2010.

## Infrastrutture e trasporti

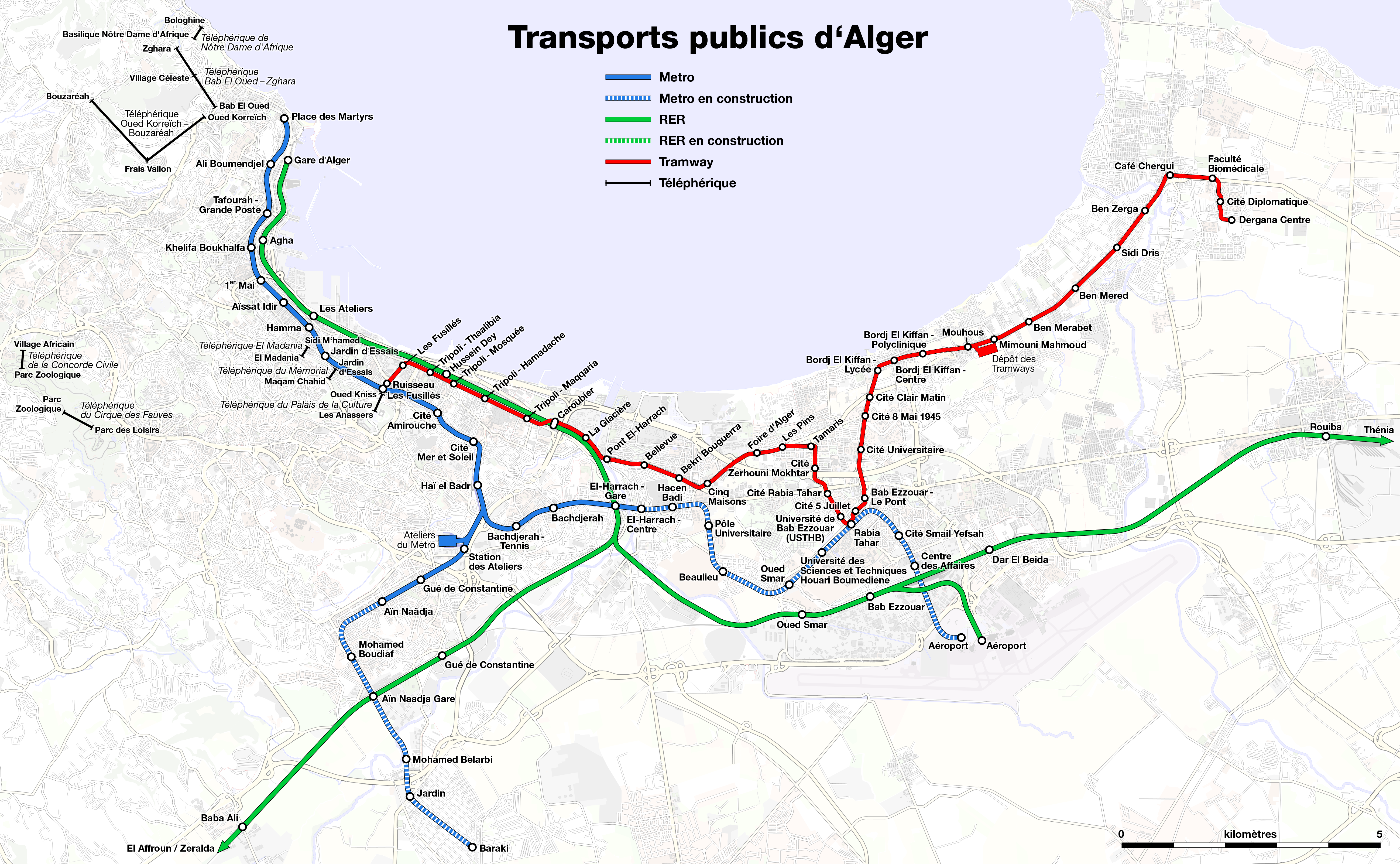
Mappa del sistema metropolitano, tranviario e ferroviario di Algeri

Il Trasporto bus urbano ed extraurbano di Algeri è gestito dalla ETUSA che opera un servizio di autobus in città e nella periferia circostante.
Un'ampia rete stradale la collega agli altri principali centri urbani del paese. Per mezzo della ferrovia è collegata con Costantina situata 430 km a est e Orano 440 km a ovest.
Nel 2011, sono state inaugurate una rete metropolitana e una linea tranviaria.
Sono presenti anche 4 funivie urbane:
- El Madania - Belouizdad
- Notre Dame d'Afrique - Bologhine
- Memorial des Martyres / Riad el Feth - Jardin d'essais
- Palais de la Culture - Oued Kniss

### Ferrovie
La stazione di Algeri, situata nei pressi del porto, è la principale stazione ferroviaria della capitale algerina. Da qui originano le linee per Orano e per Skikda. La SNTF (società nazionale ferroviaria) gestisce le linee pendolari ferroviari che collegano la capitale a periferia circostante.

### Porti
Il porto, ampliato negli ultimi decenni, è il principale del paese e uno dei più attivi e attrezzati del Nordafrica. Un regolare servizio di traghetti collega Algeri con Marsiglia in Francia.

### Aeroporti
L'aeroporto internazionale Houari Boumedienne la collega con il mondo.

## Amministrazione

### Gemellaggi
Algeri è gemellata con diverse città di ogni parte del mondo:
- Pechino
- Berlino
- Il Cairo
- Parigi, dal 2003 (Accordi di amicizia)
- Montréal
- Londra
- Tunisi

- Mosca
- New York
- Barcellona
- Ginevra
- Tripoli
- Roma (Accordi di amicizia)
- Dakar
- Amsterdam

Inoltre, molti distretti di Algeri mantengono relazioni di gemellaggio con altre città straniere.

## Filmografia
- La battaglia di Algeri, regia di Gillo Pontecorvo (1966)